# 利布特里冰川
67°30′S 66°46′W / 67.500°S 66.767°W
利布特里冰川是南極洲的冰川，位於葛拉漢地的盧貝海岸，流經博伊爾山脈，最終注入布喬亞灣，在1983年以法國冰川學家命名，現時由南極條約體系管理。